# Luis Ardente
Luis Emanuel Ardente (San Isidro, 17 dicembre 1981) è un ex calciatore argentino, di ruolo portiere.

## Carriera
È cresciuto nelle giovanili del Tigre.
Con la maglia del San Martín (SJ) ha realizzato 7 reti su calcio di rigore.